# Dekanat Heiligenkreuz
Dekanat Heiligenkreuz – jeden z 17 dekanatów rzymskokatolickich wchodzących w skład wikariatu Unter dem Wienerwald archidiecezji wiedeńskiej w Austrii. W jego skład wchodzi 7 parafii. 

## Lista parafii
| Lp. | Miejscowość          | Parafia                                        | Kościół                                                        | Grafika |
| --- | -------------------- | ---------------------------------------------- | -------------------------------------------------------------- | ------- |
| 1   | Alland               | Parafia św. Grzegorza i św. Małgorzaty         | Kościół św. Grzegorza i św. Małgorzaty w Alland                |         |
| 2   | Gaaden               | Parafia w Gaaden                               | Kościół w Gaaden                                               |         |
| 3   | Heiligenkreuz        | Parafia Wniebowzięcia Najświętszej Maryi Panny | Kościół Wniebowzięcia Najświętszej Maryi Panny w Heiligenkreuz |         |
| 4   | Klausen-Leopoldsdorf | Parafia św. Leopolda                           | Kościół św. Leopolda w Klausen-Leopoldsdorf                    |         |
| 5   | Maria Raisenmarkt    | Parafia Najświętszej Maryi Panny z Lourdes     | Kościół Najświętszej Maryi Panny z Lourdes w Maria Raisenmarkt |         |
| 6   | Sittendorf           | Parafia św. Jana Chrzciciela                   | Kościół św. Jana Chrzciciela w Sittendorf                      |         |
| 7   | Sulz im Wienerwald   | Parafia Najświętszego Imienia Maryi            | Kościół Najświętszego Imienia Maryi w Sulz im Wienerwald       |         |